# Javier Humet
Javier Humet Gaminde (n. 20 ianuarie 1990, în Barcelona) este un handbalist român originar din Spania care joacă pentru CS Dinamo București și pentru echipa națională a României.